# Municipio de San Miguel Xoxtla
El municipio de San Miguel Xoxtla (del nahuatl: xóchitl, tla ‘flor, abundancia’‘Abundancia de flores’) es un municipio situado en el estado mexicano de Puebla. Según el censo de 2020, tiene una población de 12 461 habitantes.
Fue fundado en 1939 y su cabecera es la ciudad de San Miguel Xoxtla. El municipio es parte de la Zona Metropolitana de Puebla-Tlaxcala.

## Historia
Los primeros pobladores en asentarse en la región provenían de las culturas tolteca y chichimeca y se establecieron en el año 1156. La población fue sometida por los españoles tras la matanza de Cholula, durante la conquista de México.
Desde 1934 los pobladores de la región iniciaron los trámites para separarse del municipio de Tlaltenango. El 15 de marzo de 1939 la III Legislatura del Congreso del Estado de Puebla decretó la separación de la demarcación, misma que fue efectia el 24 de septiembre de 1940, convirtiendo a San Miguel Xoxtla en municipio libre.

## Geografía
El municipio se encuentra a una altitud promedio de 2200 m s. n. m. y abarca un área de 29.35 km².
El municipio limita al suroeste con el municipio de Tlaltenango y al sureste con el municipio de Coronango; al norte limita con el estado de Tlaxcala, en particular con el municipio de Natívitas, el municipio de Tetlatlahuca y el municipio de Zacatelco.

## Demografía
De acuerdo al último censo, realizado por el INEGI en 2020, en el municipio hay una población total de 12 461 habitantes, lo que le da una densidad de población aproximada de 425 habitantes por kilómetro cuadrado.

### Localidades
En el municipio existen cuatro localidades, de las cuales la más poblada es la cabecera, San Miguel Xoxtla.
| Código INEGI | Localidad                 | Población (2010) | Altitud (m s. n. m.) | Categoría  |
| ------------ | ------------------------- | ---------------- | -------------------- | ---------- |
| 211360001    | San Miguel Xoxtla         | 11 269           | 2200                 | Pueblo     |
| 211360002    | San José                  | 13               | 2200                 | Indefinida |
| 211360003    | San José (Domingo Arenas) | 215              | 2200                 | Indefinida |
| 211360004    | Barrio del Carmen         | 101              | 2200                 | Indefinida |

## Gobierno
El ayuntamiento de San Miguel Xoxtla está conformado por ocho regidores, un síndico y un presidente municipal, puesto que desempeña Guadalupe Siyancan Peregrina Díaz para el periodo 2021-2024.